# Ruhrstahl X-4
Die Ruhrstahl X-4 (auch Kramer X4 oder RK 344 Ruhrstahl-Kramer) war eine deutsche Luft-Luft-Rakete mit Drahtlenkung (heute als MCLOS bezeichnet), die während des Zweiten Weltkriegs von Max Kramer, einem Ingenieur der Ruhrstahl AG, entwickelt wurde. Die Entwicklung begann Anfang 1943, bis zum Ende des Krieges wurden 1.300 Stück gefertigt.

## Geschichte
Bereits einige Jahre vor dem Beginn der Entwicklung hatte Kramer an Techniken gearbeitet, mit denen Bomben während der Flugphase lenkbar gemacht werden sollten. Die Idee dabei war, außerhalb der Reichweite alliierter Abwehrwaffen Raketen in die gegnerischen Verbände zu lenken. Aus dieser Überlegung ging die X-4 hervor, die mit dem BMW-Raketenmotor des Typs 109-548 ausgerüstet war, der den hauptsächlich aus Aluminium und Sperrholz bestehenden Flugkörper auf eine Geschwindigkeit von rund 900 km/h bringen konnte. Angetrieben wurde die Rakete durch ein hypergolisches Gemisch aus SV-Stoff (94 %Salpetersäure und 6 % NTO) und R-Stoff (Tonka-250; ein Gemisch aus Triethylamin und Xylidin), das einen Schub von 140 kp brachte. Aufgrund von Schwierigkeiten bei der Lagerung der Salpetersäure sowie Steuerungs- und Stabilisierungsproblemen während des Fluges wurde vorerst die Verwendung eines Pulverraketenantriebes vorgesehen. Dieser von Wilhelm Schmidding in Bodenbach unter der Bezeichnung 109-603 entwickelte Motor bestand aus einer gegossenen Diglykol-Pulverladung und entwickelte für acht Sekunden einen Schub von 150 Kilopond, also einen Gesamtimpuls von 1200 kps.
Die Steuerimpulse zur Lenkung der X-4 wurden durch zwei auf Spulen aufgewickelte Drähte übertragen (Drahtfernlenkung). Mit diesem Verfahren sollte die Rakete in feindliche Flugzeugverbände gelenkt werden. Die Motorgeräusche der anvisierten Flugzeuge sollten die akustischen Sensoren aktivieren, die den Flugkörper dann explodieren ließen.
Der erste Testflug fand am 11. August 1944 mit einer Focke-Wulf Fw 190 statt. Ursprünglich war geplant, einsitzige Flugzeuge mit der X-4 auszustatten. Es stellte sich jedoch heraus, dass es für die Piloten äußerst schwierig war, ihr eigenes Flugzeug und zusätzlich noch die Rakete zu lenken. In dieser Testphase übertrugen zwei dünne Drähte die Steuerimpulse. Die beiden Steuerdrahtspulen waren in zwei Gondeln an der Spitze zweier gegenüberliegender Flügel untergebracht. Zur Stabilisierung der Flugbahn drehte sich die X4 mit einer Umdrehung pro Sekunde um die eigene Längsachse. Ein automatisches Ausgleichsgerät setzte die Lenkbefehle in Ruderausschläge um, wobei die Eigenrotation berücksichtigt wurde. Der Pilot steuerte die Rakete ins Ziel, indem er sie mit dem anvisierten Objekt zur Deckung brachte. Hierzu waren Leuchtsätze in den anderen beiden Flügelspitzen angebracht. Aufgrund der erwähnten Probleme sollte die X-4 von mehrsitzigen Flugzeugen wie der Ju 88 eingesetzt werden.
Bis 1945 hatte Ruhrstahl 1300 X-4 gebaut. Das Kriegsende und die Zerstörung der BMW-Produktionsstätte für Raketenmotoren verhinderte eine weitere Produktion, so dass die Rakete nie eingesetzt wurde.
Eine ähnliche Entwicklung war die ab 1944 entwickelte Panzerabwehrlenkwaffe Ruhrstahl X-7.

## Technik
Ähnlich wie andere Luftkampfraketen besteht die Ruhrstahl X-4 aus drei Hauptkomponenten: dem Raketentriebwerk, der Steuerungseinheit und dem Gefechtskopf mit Zünder. Im Falle der Ruhrstahl X-4 waren dies ein BMW 109-548 Flüssigkeitsraketentriebwerk oder ein Schmidding 109-603 Feststoffraketentriebwerk, die FuG 510 „Düsseldorf“ zu FuG 238 „Detmold“ Drahtfernlenkanlage und ein 20 kg schwerer Gefechtskopf, der je nach Ausführung von einem Aufschlagzünder, dem automatischen Selbstzerstörungsmechanismus oder dem akustischen Annäherungszünder „Kranich“ zur Detonation gebracht werden konnte.

### Raketentriebwerk BMW 109-548

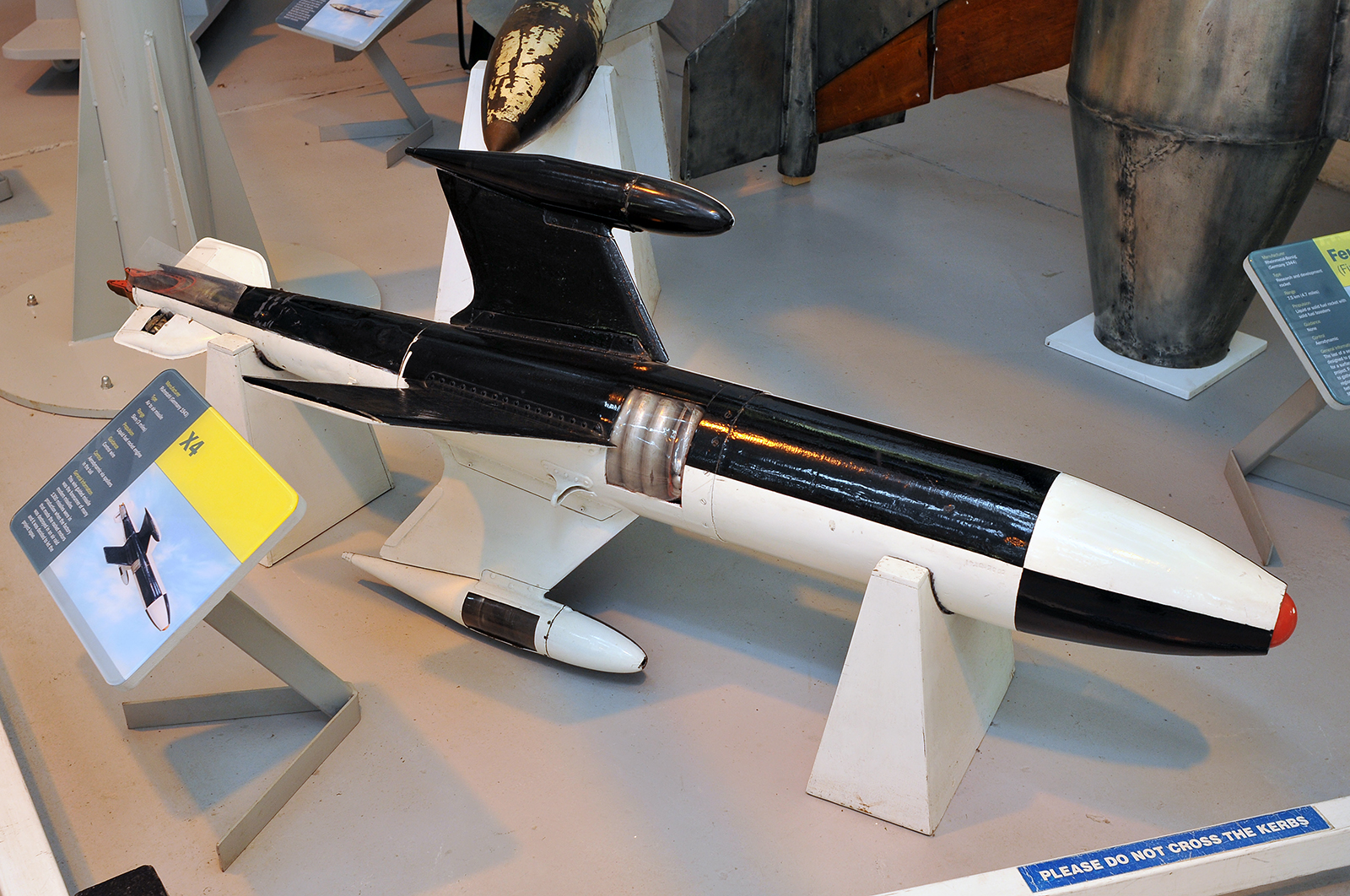
Ruhrstahl X-4 im Royal Air Force Museum Cosford

Das im BMW-Werk II in Kolbermoor entwickelte BMW 109-548 Flüssigkeitsraketentriebwerk besteht aus einem Pressluftzylinder, um den spiralförmig der Kohlenwasserstofftank gewickelt ist. Um diesen wiederum ist ebenfalls spiralförmig der Salpetersäuretank gewickelt. Das vordere Ende jedes Tanks ist über dünne Rohre mit dem Pressluftzylinder verbunden. Die hinteren Enden sind durch ähnliche Röhrchen mit der Brennkammer verbunden. Beim Start öffnen kleine Sprengladungen die Ventile zwischen Pressluftzylinder und den beiden Treibstofftanks. Der hohe Druck der Pressluft bewegt zwei Zylinder durch die Tanks und spritzt die Treibstoffe in die Brennkammer. Die Salpetersäure wird vor dem Eintritt durch die doppelwandige Brennkammer geleitet, um diese im Betrieb zu kühlen und die Reaktionsfreudigkeit der Salpetersäure zu steigern. Wenn „Tonka“ und „Salbei“ in der Brennkammer aufeinander treffen, reagieren sie heftig miteinander und die freiwerdende Reaktionsenergie führt dabei zur Selbstentzündung (Hypergolität). Bei der Reaktion entstehen vor allem Kohlenstoffdioxid, Wasserdampf und Stickstoff. Die heißen Gase verlassen die Brennkammer bei hoher Geschwindigkeit durch die Düse und sorgen so für Schub.

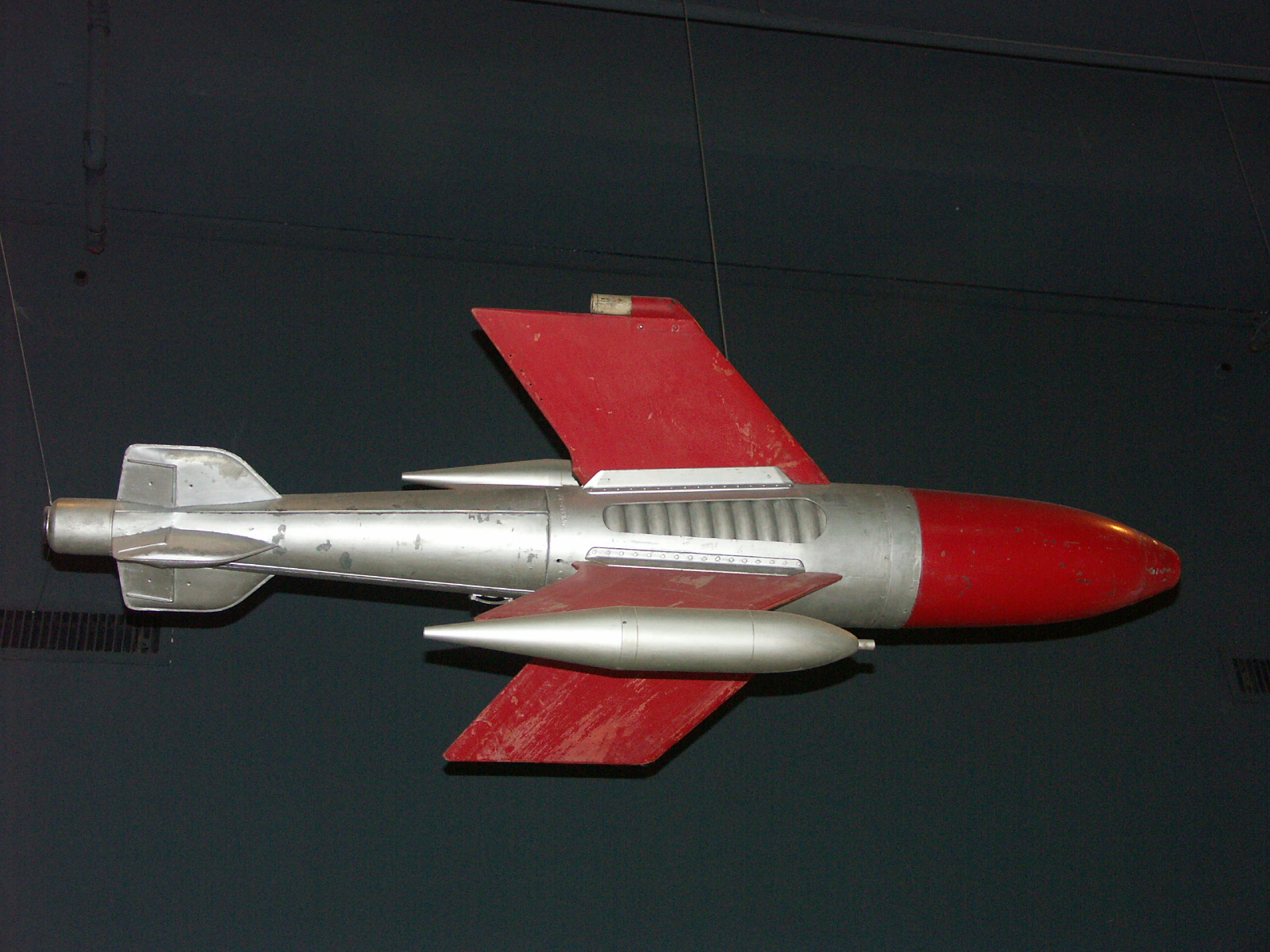
Kramer X4 (Deutsches Museum in München)